# Félix Godefroid
Dieudonné-Félix Godefroid (Namur, 24 de juliol de 1818 - Villers-sur-Mer, 12 de juliol de 1897) fou un arpista i compositor belga. El Concurs Godefroid, creat per commemorar el centenari de la seva mort, se celebra cada tres anys en la seva ciutat natal de Namur.
Félix Godefroid va néixer a Namur, on el seu pare va fracassar en una aventura teatral i la família es va traslladar a Boulogne-sur-Mer, on va obrir una escola de música. El 1832, Félix va entrar al Conservatori de París per seguir estudis d'arpa amb François Joseph Naderman i Angelo Bovio. Impressionat amb l'arpa de pedal perfeccionat per Sébastien Érard, Godefroid va triar per seguir una carrera com a concertista. A partir de 1839 va començar una gira en solitari brillant a través d'Europa. El 1847, Félix Godefroid es va instal·lar a París on, finalment, va fer el seu debut i, on a més donava lliçons del seu instrument tenint alumnes com l'italià Luigi Maurizio Tedeschi. Anomenat el "Paganini de l'arpa", es va convertir en un gran virtuós, donant concerts per tot Europa.
A més de les seves obres per a arpa i piano, en què també era un virtuós, Godefroid també va compondre dues òperes, La Harpe d'or andi La Fille de Saül. La seva tasca didàctica, Mes exercices pour l'Harpe, va ser emprat per diverses generacions d'arpistes.
El pintor belga Félicien Rops va pintar el seu retrat l'agost de 1856. El seu germà gran, Jules-Joseph Godefroid (1811-1840) va ser també un arpista i compositor.